# Keraca Marija
Keraca Marija (1348. – 1390.) bila je bugarska carevna i bizantska carica.
Njen je otac bio car Ivan Aleksandar Bugarski, koji je oženio Židovku koja je rodila Keracu.
17. kolovoza 1355. Keraca je zaručena za budućeg cara Andronika IV. iz dinastije Paleolog. To je, prema dokumentu patrijarhata, pogodovalo Bugarima i Bizantincima, a bilo je na nesreću Turaka.
Nakon što se udala za cara, Keraca je rodila cara Ivana VII. Paleologa i dvije kćeri.
Poslije je postala redovnica Mathissa.